# Palomares del Campo
Palomares del Campo ist eine Gemeinde (Municipio) und ein Dorf mit 555 Einwohnern (Stand: 2024) in der Provinz Cuenca in der Autonomen Region Kastilien-La Mancha. 

## Lage
Palomares del Campo liegt etwa 38 Kilometer westsüdwestlich von Cuenca in einer Höhe von ca. 890 m. 

## Bevölkerungsentwicklung
| 1970 | 1981 | 1991 | 2001 | 2011 | 2021 |
| ---- | ---- | ---- | ---- | ---- | ---- |
| 1349 | 1149 | 1087 | 954  | 738  | 574  |

## Sehenswürdigkeiten

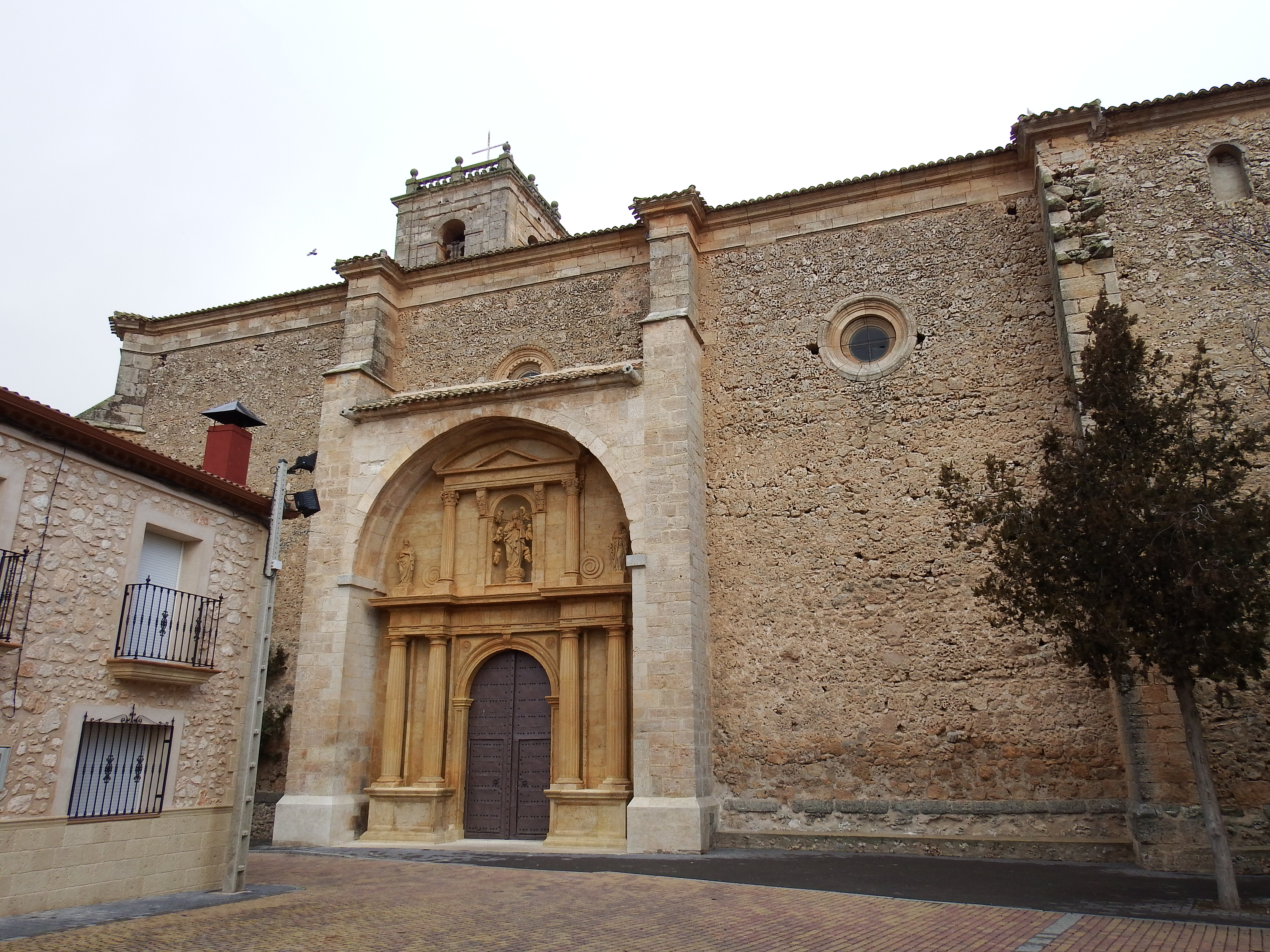
Kirche Mariä Himmelfahrt
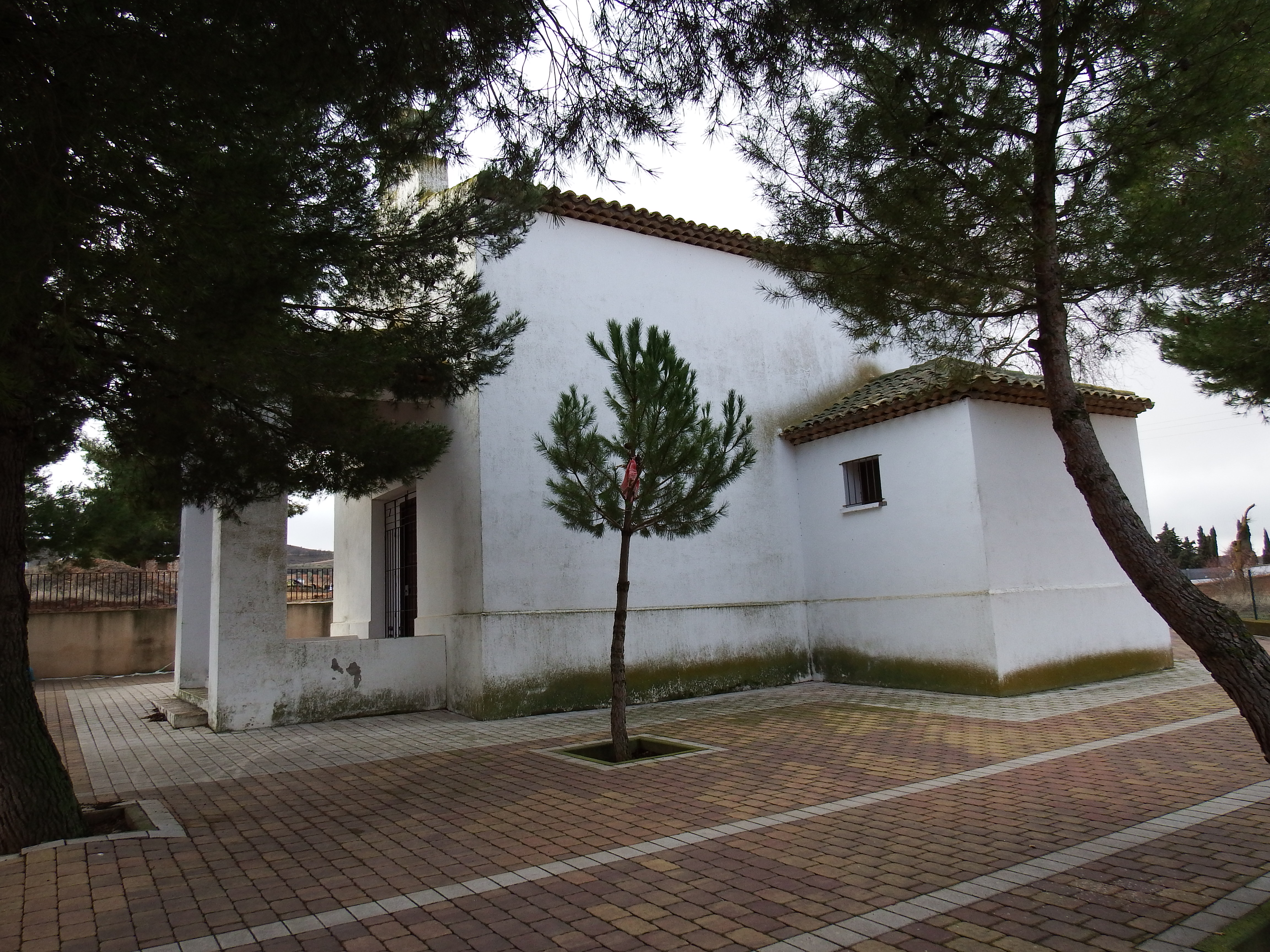
Marienkapelle
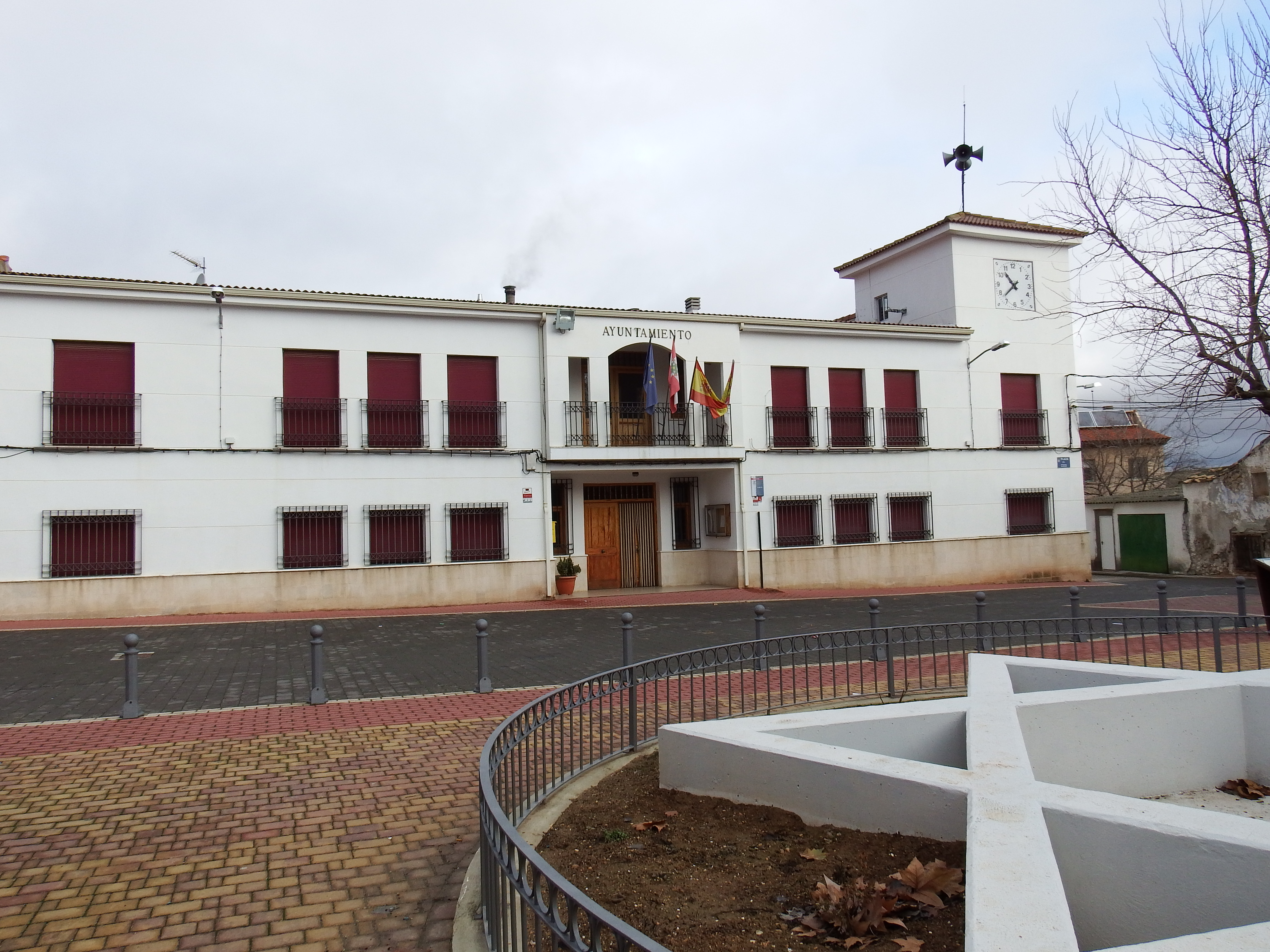
Rathaus

- Kirche Mariä Himmelfahrt
- Marienkapelle
- Rathaus